# Tömös-Triaj
A Tömös–Triaj (románul: Timiș-Triaj vagy Triaj-Hărman) Brassó egyik városrésze.

## Leírása
Az 1980-as évek második felében épült tömbháznegyed a brassói vasúti rendezőpályaudvar (triaj) mellett. 2011-es adatok szerint lakossága 6958 fő.